# Fangmatan
Fangmatan (chinês simplificado: 放马滩; chinês tradicional: 放馬灘; pinyin: Fàngmǎtān) é um sítio arqueológico localizado perto de Tianshui, na província de Gansu, na China. O local estava localizado no estado de Qin e inclui vários enterros que datam do período dos Reinos Combatentes até o início do oeste dos Han.